# 光が丘大サーカス
光が丘大サーカス（ひかりがおかだいサーカス）は、バナナマン・おぎやはぎ・劇団ひとり・バカリズム・アルファルファ・スピードワゴン・エレキコミックによるコントユニット。

## 概要
2002年9月15日・16日、光が丘IMAホールにて『光が丘大サーカス〜サーカスのできない人たち〜』を開催。
バナナマン・ラーメンズ・おぎやはぎによる「君の席」に続き、日本テレビが2002年に主催したお笑いライブの第2弾。ソフト化はされていないが後日BS日テレで放送された。
その後BS日テレでは2003年に『デジタル笑劇研究所』を放送。前半30分に光が丘大サーカスメンバーであるバナナマンとおぎやはぎによる『epoch TV square』、後半30分に同じくメンバーのバカリズムとエレキコミックによる『エレバカ!』を放送した。
2010年放送の『ゴッドタン』（テレビ東京）「東京ドスベリサミット」でおぎやはぎ・劇団ひとり・バナナマン・バカリズム・東京03（元アルファルファ）が共演し、このユニットについての話が繰り広げられた。　
なおライブで披露された「地獄のピクニック」は、2011年に行われた「第12回東京03単独公演『燥ぐ、驕る、暴く。』」東京追加公演で東京03、ゲストの矢作兼（おぎやはぎ）・浜野謙太によってリメイクされた。

## メンバー
- バナナマン（設楽統、日村勇紀）
- おぎやはぎ（小木博明、矢作兼）
- 劇団ひとり
- バカリズム（升野英知、松下敏宏）
- アルファルファ（豊本明長、飯塚悟志）
- スピードワゴン（井戸田潤、小沢一敬）
- エレキコミック（やついいちろう、今立進）

当初はラーメンズも参加予定だったが、直前でキャンセルになったことをメンバーがライブで触れている。